# 1. Deutsches Toyota-Museum
Das 1. Deutsche Toyota-Museum war ein Automuseum in Deutschland. Geringfügig andere Schreibweisen lauten 1. Deutsches Toyota Museum, Erstes Deutsches Toyota-Museum und Erstes deutsches Toyota Museum.

## Geschichte
Peter Pichert (1944–2016) war ab 1971 einer der ersten Autohändler der japanischen Marke Toyota in Deutschland. Er begann mit dem Sammeln gebrauchter Fahrzeuge dieser Marke. 1994 gründete er das Museum im Gemeindeteil Hartkirchen der Stadt Pocking im bayrischen Landkreis Passau.
Es hatte geregelte Öffnungszeiten an sechs Tagen in der Woche. Einmal im Jahr wurde ein Oldtimertreffen am Museum veranstaltet.
Zuletzt umfasste die Sammlung 120 Fahrzeuge. Nach dem Tod von Peter Pichert hatte das Museum noch bis zum 1. Juli 2017 geöffnet. Dann übernahm Toyota Deutschland die Fahrzeuge für seine Toyota Collection in Köln.

## Ausstellungsgegenstände
Ausgestellt waren über 120 Autos, 3 Lastkraftwagen und Omnibusse sowie 15 Motoren. Als Besonderheiten sind Toyota 2000 GT von 1967, Toyota Land Cruiser aus dem Vorbesitz von Roger Moore und Toyota WRC Corolla genannt, den Carlos Sainz senior fuhr.
Die Fahrzeugmodelle im Einzelnen: Toyota 1000, 2000 GT, Camry, Carina, Celica, Corolla, Corona, Cressida, Crown, Hiace, Land Cruiser, Model F, MR 2, Prius, Sera, Starlet, Supra und Tercel, dazu ein Dreirad von Velorex und ein VW Käfer von 1953.

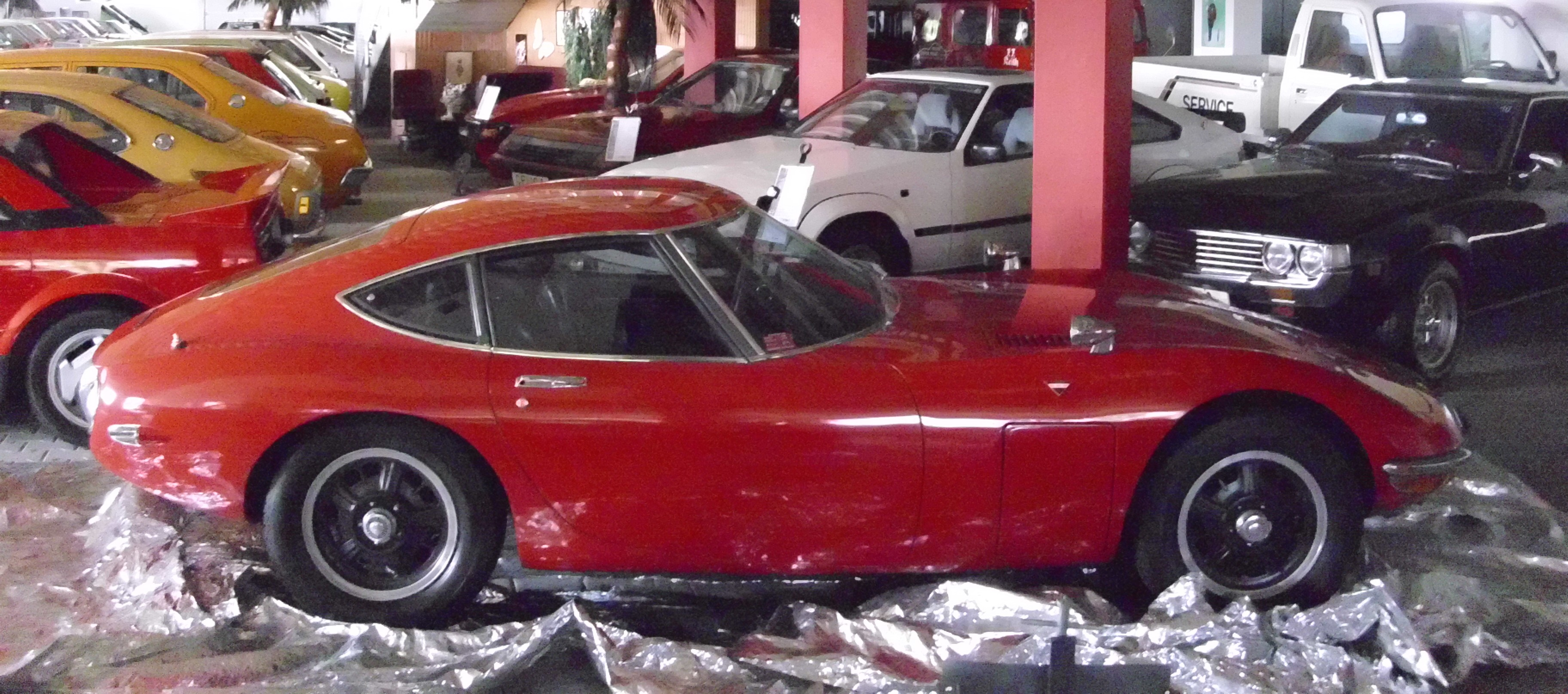
2000 GT 1967
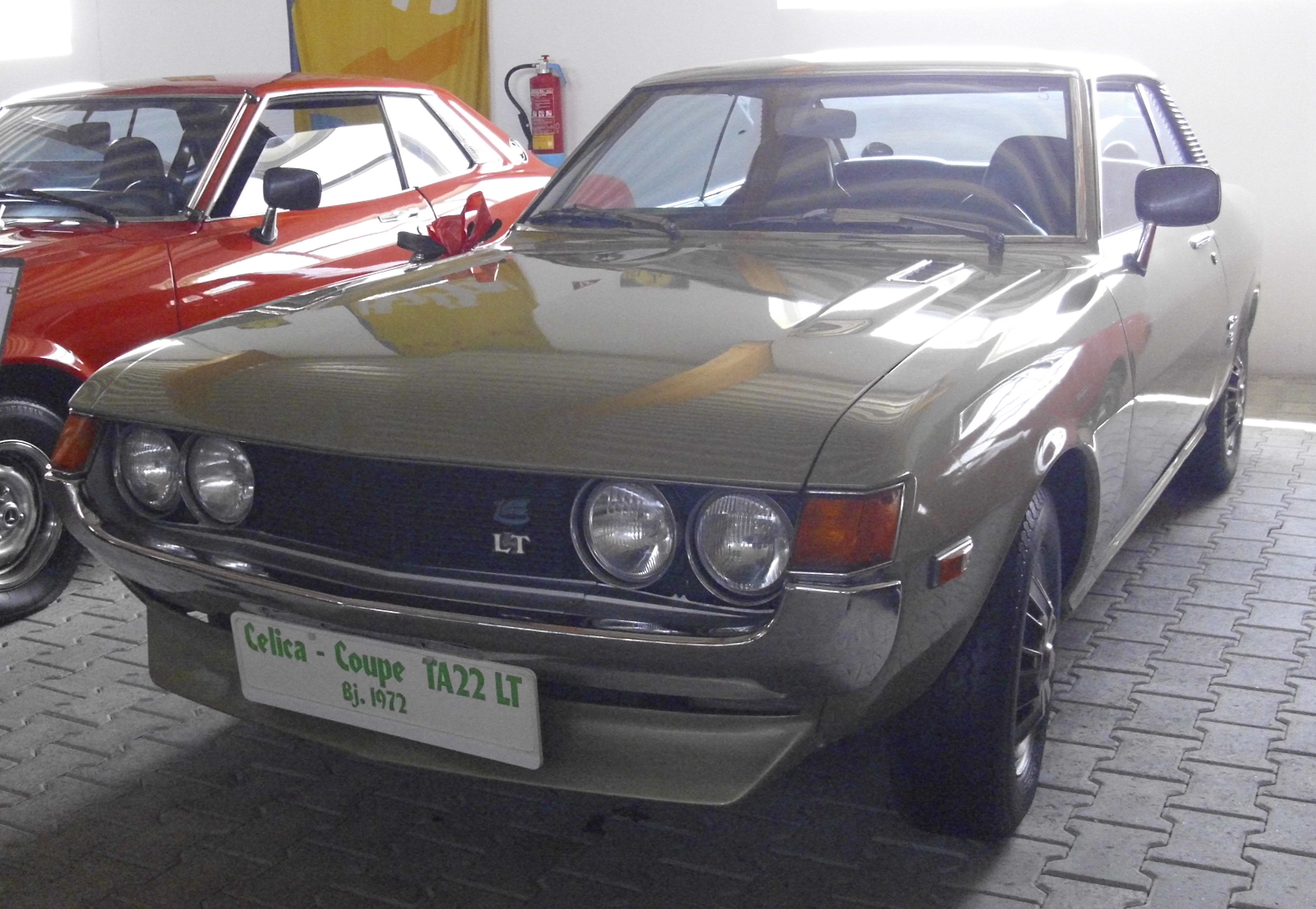
Celica 1972
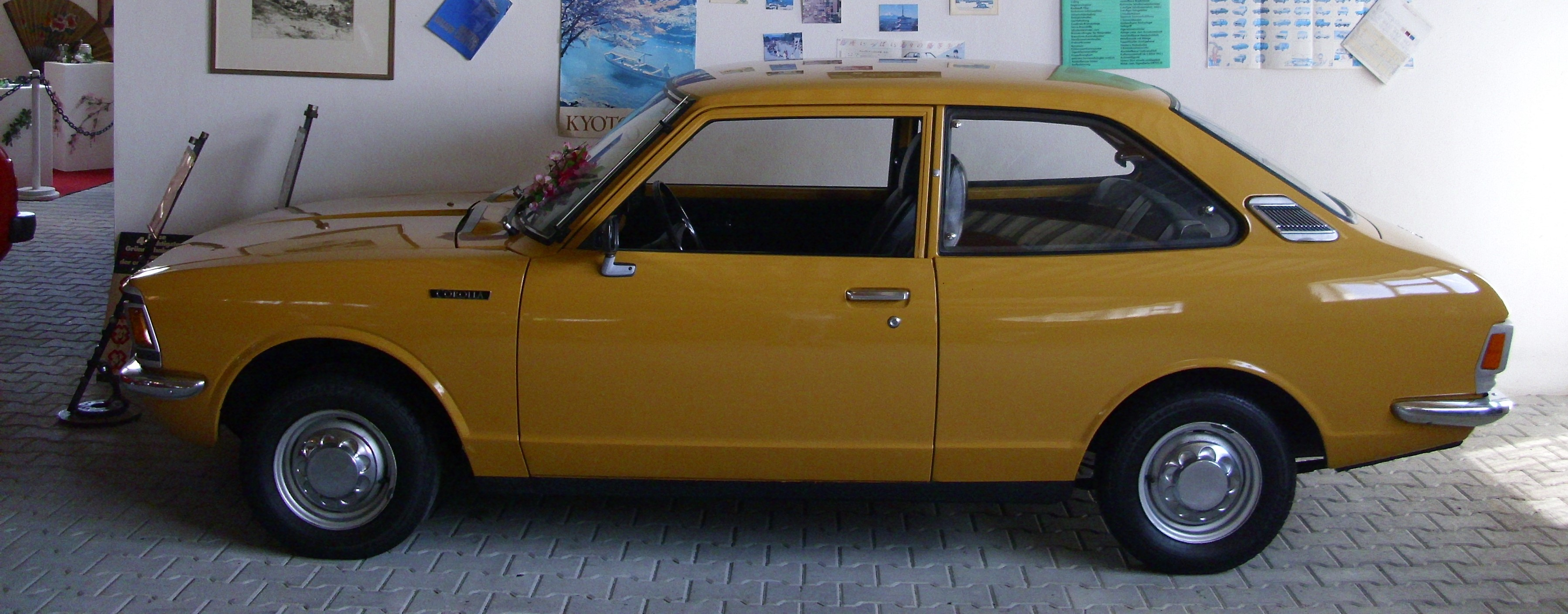
Corolla 1973
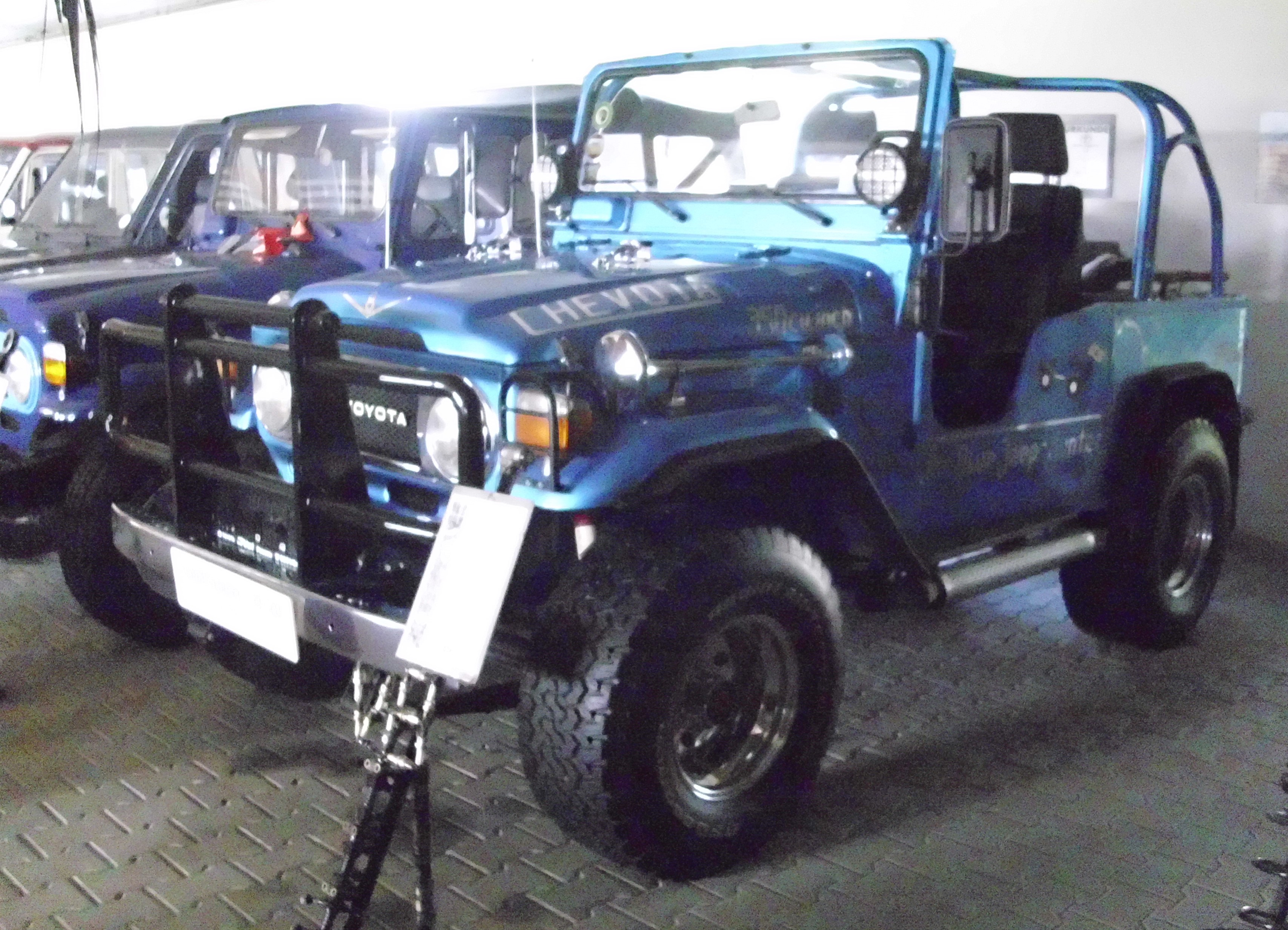
Land Cruiser 1978
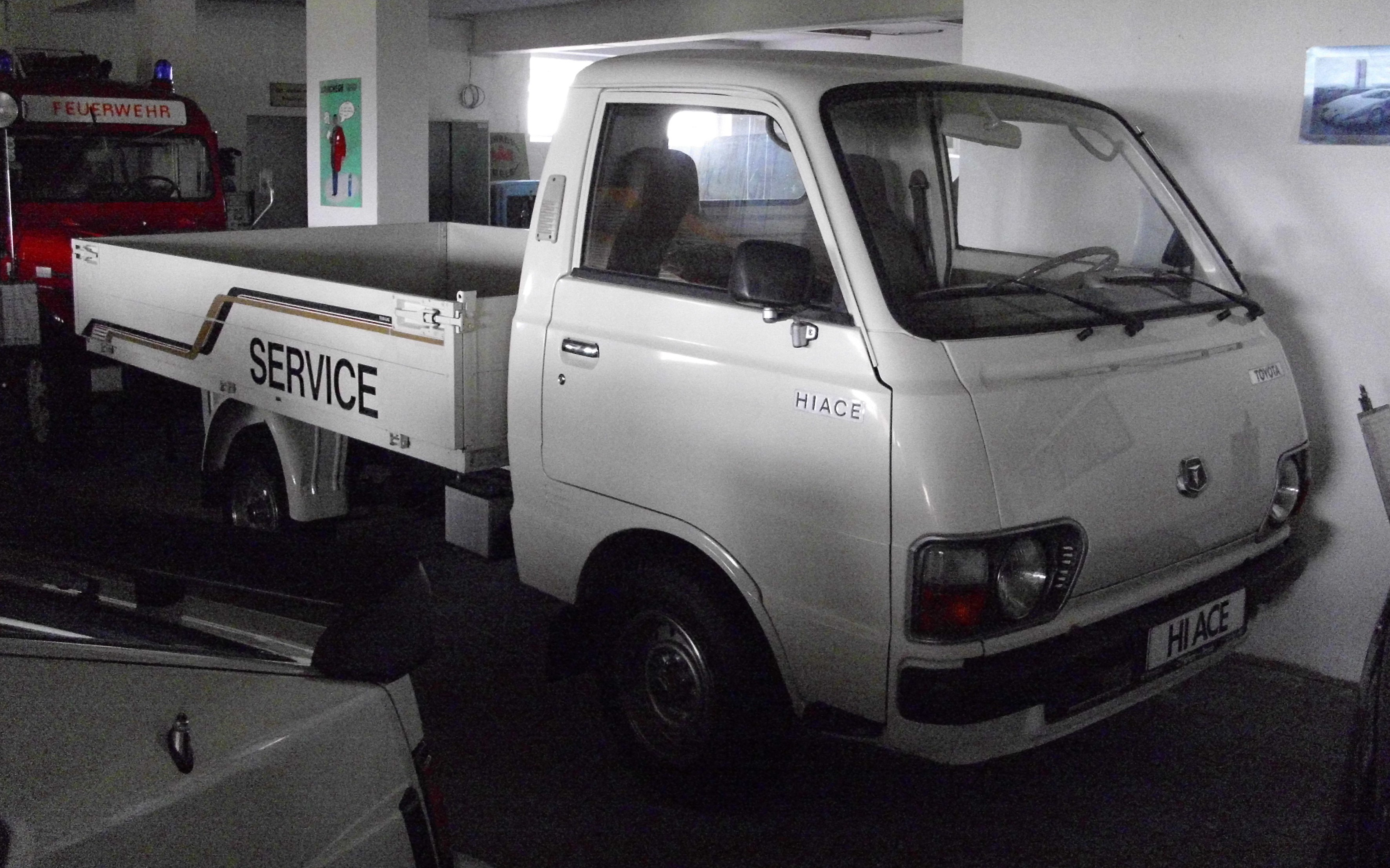
Hiace 1980
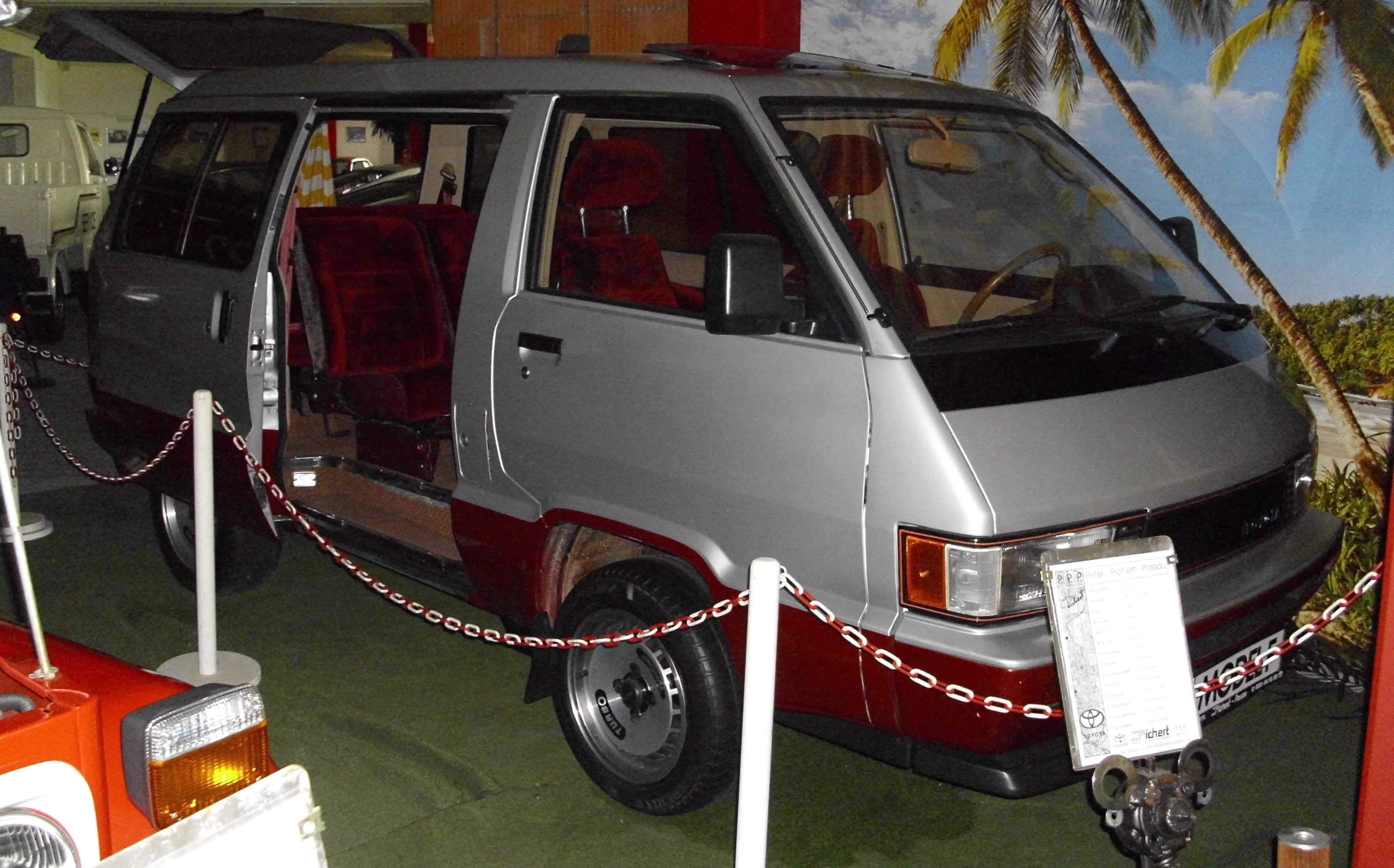
Model F 1983
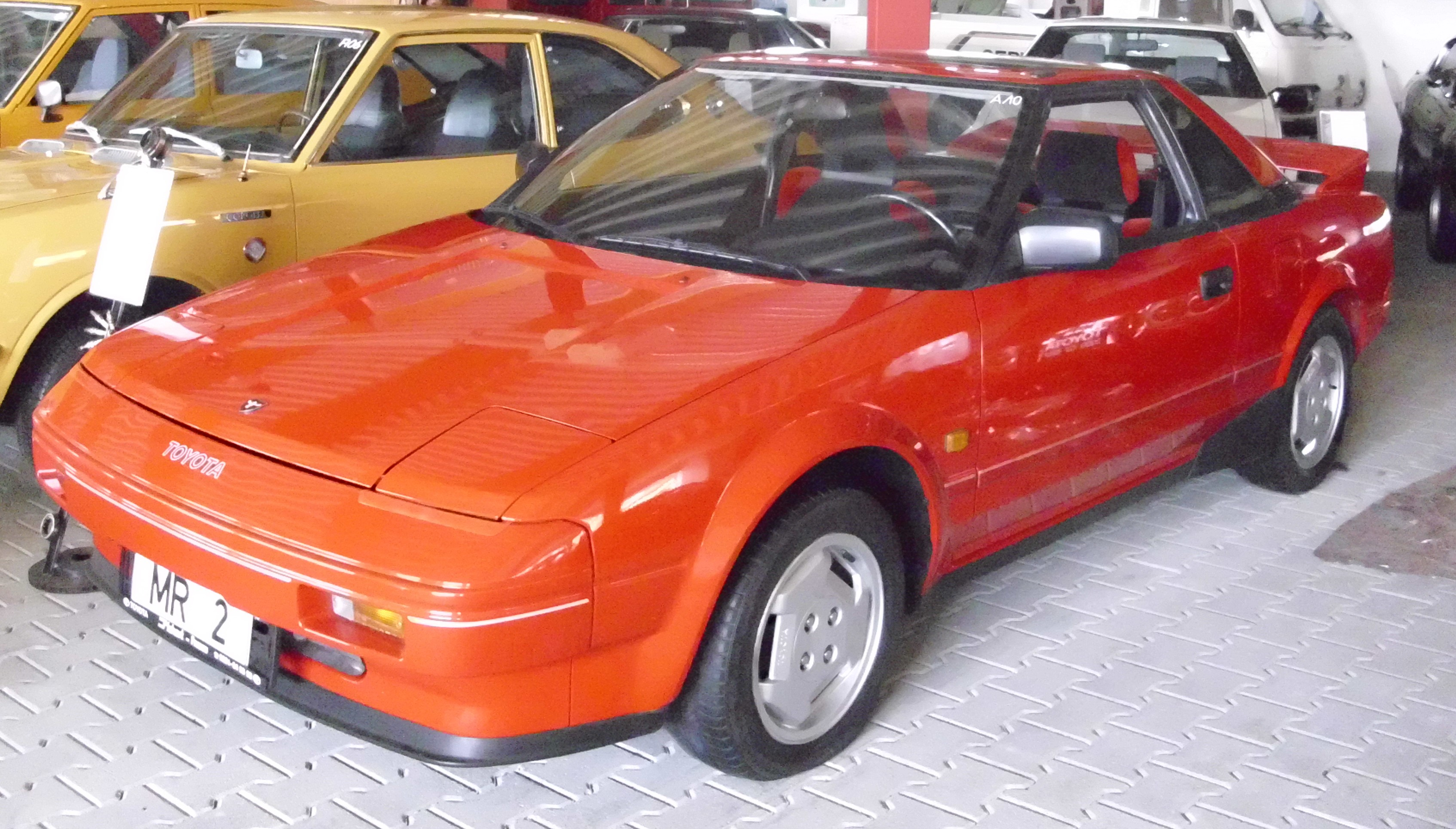
MR 2 1985